# Albert Hagen
Albert Hagen (* 20. Juni 1902 in Zürich; † 26. Oktober 1962 in Heimenschwand) war ein Musiker und Komponist aus der Schweiz. Er spielte Piano-Akkordeon, Klavier und Kirchenorgel. Seine musikalischen Schwerpunkte waren die traditionelle Ländlermusik und die „leichte Klassik“. Durch sein ausgeprägtes Musikgehör wurde er auch von Glockengiessereien für das Stimmen von Glocken hinzugezogen. Die von ihm komponierten Walzermelodien Rosemarie und Verlorenes Glück sind heute in der ganzen Schweizer Volksmusikszene bekannt. Einer seiner musikalischen Weggefährten war Alois Schilliger. Der Nachlass von Albert Hagen wurde 2011 dem Haus der Volksmusik in Altdorf UR geschenkt, aufgearbeitet, digital zugänglich gemacht unter sammlung.volksmusik.ch und im Staatsarchiv Uri archiviert.